# Franz Winter (Politiker, 1860)

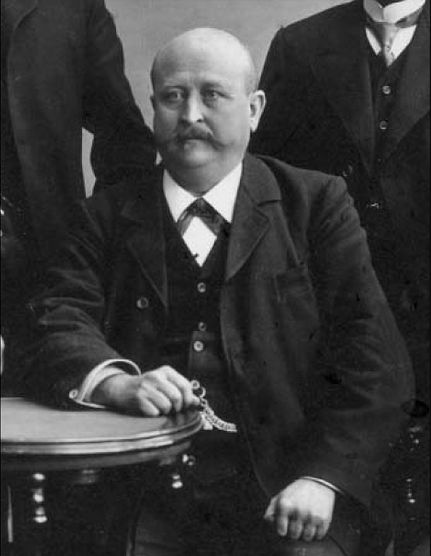
Franz Winter (1912)

Franz August Wilhelm Winter (* 11. Oktober 1860 in Frankenhausen; † 13. Februar 1920 ebenda) war ein deutscher Politiker (SPD). Er war Abgeordneter des Landtages von Schwarzburg-Rudolstadt und erster sozialdemokratischer Präsident eines deutschen Landtages überhaupt.

## Leben
Winter, Sohn eines Arbeiters, erlernte den Beruf des Korbmachers. Er arbeitete von 1896 bis 1910 als Kurzwarenhändler in Frankenhausen und war von 1910 bis 1920 Geschäftsführer des Konsumvereins in Frankenhausen. Kurz vor seinem Tod fungierte er noch als Vorsteher des Kreiswohlfahrtsamtes und als Leiter der Amtlichen Fürsorgestelle für Kriegsbeschädigte und Kriegshinterbliebene in Frankenhausen.
Seit 1888 gehörte Winter zu den führenden Parteifunktionären der SAPD bzw. SPD in Frankenhausen. 1892 wurde er Vorsitzender der SPD-Wahlkreisorganisation Schwarzburg-Rudolstadt. Er war Delegierter auf dem Erfurter Parteitag der SPD sowie auf den Parteitagen 1896 in Gotha, 1897 in Hamburg, 1903 in Dresden, 1905 in Jena und 1908 in Nürnberg.
Von 1892 bis 1919 war Winter Stadtverordneter und von 1902 bis 1905 Vorsitzender des Gewerkschaftskartells in Frankenhausen. Im November 1918 wurde er in den Arbeiter- und Soldatenrat von Frankenhausen gewählt. Von November 1899 bis zu seinem Tode im Februar 1920 gehörte er als Abgeordneter dem Landtag von Schwarzburg-Rudolstadt an. Von November 1902 bis Dezember 1905 war er Vizepräsident des Landtages. Am 23. Februar 1912 wurde er als erster Sozialdemokrat in Deutschland überhaupt zum Präsidenten eines Landesparlaments gewählt. Dieses Amt hatte er bis zu seinem Tode inne.
Winter wurde auf dem Friedhof von Frankenhausen beigesetzt.

## Ehrungen
- Am 10. Januar 1918 wurde Winter zum Ehrenbürger der Stadt Frankenhausen ernannt.
- Nach ihm ist die Franz-Winter-Straße in Bad Frankenhausen/Kyffhäuser benannt.